# Characodoma peristomarium
Characodoma peristomarium är en mossdjursart som först beskrevs av Canu och Bassler 1929.  Characodoma peristomarium ingår i släktet Characodoma och familjen Cleidochasmatidae. Inga underarter finns listade i Catalogue of Life.